# Александровка (Аннинский район)
Александровка — посёлок в Аннинском районе Воронежской области России. Входит в состав Новожизненского сельского поселения.

## География

### Улицы
- ул. Полевая.

## Население
| 2000 | 2005 | 2010 |
| ---- | ---- | ---- |
| 205  | ↘182 | ↘120 |